# Берг, Отто Карл
Отто Карл Берг (нем. Otto Karl Berg или нем. Otto Carl Berg, 18 августа 1815 — 20 ноября 1866) — немецкий ботаник и фармаколог польского происхождения.

## Биография
Отто Карл Берг родился в городе Щецин 18 августа 1815 года.
В 1845 году была опубликована его научная работа Charakteristik der für die Arzneikunde und Technik wichtigsten Pflanzen-Genera in Illustrationen, nebst erläuterndem Texte nach seinem Handbuche der pharmaceutischen Botanik geordnet.
В 1850 году была опубликована его научная работа Handbuch der pharmaceutischen Botanik.
Он внёс значительный вклад в ботанику, описав множество видов семенных растений.
Отто Карл Берг умер в Берлине 20 ноября 1866 года.

## Научная деятельность
Отто Карл Берг специализировался на семенных растениях.

## Научные работы
- Charakteristik der für die Arzneikunde und Technik wichtigsten Pflanzen-Genera in Illustrationen, nebst erläuterndem Texte nach seinem Handbuche der pharmaceutischen Botanik geordnet (Berlin 1845)[4].
- Handbuch der pharmaceutischen Botanik (Berlin 1850)[3].
- Zusammen mit Carl Friedrich Schmidt (1811—1890): Darstellung und Beschreibung sämtlicher in den Pharmacopoea Borussica aufgeführten offizinellen Gewächse (1853).
- Revision Myrtacearum Americae hucusque cognitarum (1855).
- Flora Brasiliensis Myrtographia... (1855).
- Pharmazeutische Warenkunde (1863).
- Anatomischer Atlas zur pharmazeutischen Warenkunde (1865).
- Die Chinarinden der pharmakognostischen Sammlung (1865).